# Willem II in het seizoen 1972/73
Het seizoen 1972/1973 was het 19e jaar in het bestaan van de Tilburgse betaaldvoetbalclub Willem II. De club kwam uit in de Nederlandse Eerste divisie en eindigde daarin op de 14e plaats. Tevens deed de club mee aan het toernooi om de KNVB Beker, hierin werd in de tweede ronde verloren van PSV (0–3).

## Wedstrijdstatistieken

### Eerste divisie
|       | SC Cambuur | FC Dordrecht | Eindhoven | Fortuna | Fortuna SC | De Graafschap | Heerenveen | Helmond Sport | Heracles | HVC   | PEC Zwolle | Roda JC | SVV   | Veendam | Vitesse | Volendam | De Volewijckers | FC VVV | Wageningen |
| ----- | ---------- | ------------ | --------- | ------- | ---------- | ------------- | ---------- | ------------- | -------- | ----- | ---------- | ------- | ----- | ------- | ------- | -------- | --------------- | ------ | ---------- |
| Thuis | 1 – 3      | 3 – 0        | 4 – 2     | 3 – 0   | 1 – 1      | 0 – 1         | 0 – 3      | 1 – 0         | 1 – 0    | 2 – 1 | 0 – 2      | 1 – 0   | 2 – 2 | 0 – 0   | 0 – 1   | 1 – 2    | 2 – 2           | 2 – 1  | 1 – 1      |
| Uit   | 0 – 0      | 0 – 0        | 2 – 1     | 2 – 0   | 2 – 2      | 2 – 1         | 2 – 0      | 3 – 2         | 1 – 1    | 1 – 1 | 2 – 0      | 3 – 1   | 0 – 1 | 0 – 0   | 1 – 1   | 6 – 0    | 3 – 3           | 3 – 0  | 0 – 0      |

### KNVB beker
| 1e ronde                                                | Ede              | 1 – 4 (1 – 1, 1 – 1) Na verlenging | Willem II                                                        |
| 29 oktober 1972 Plaats: Ede Sportpark VV Ede            | Ab Hogenhout 64' |                                    | 20', 110' Henk van Meteren 109' Ad Brekelmans 114' Nico Hardeman |
| 2e ronde                                                | Willem II        | 0 – 3 (0 – 1)                      | PSV                                                              |
| 10 december 1972 Plaats: Tilburg Gemeentelijk Sportpark |                  |                                    | 40', 48' Bent Schmidt Hansen 55' Eef Mulders                     |

## Statistieken Willem II 1972/1973

### Eindstand Willem II in de Nederlandse Eerste divisie 1972 / 1973
| Stand | Gespeeld | Gewonnen | Gelijk | Verloren | Punten | Doelpunten voor | Doelpunten tegen |
| ----- | -------- | -------- | ------ | -------- | ------ | --------------- | ---------------- |
| 14e   | 38       | 9        | 14     | 15       | 32     | 39              | 55               |

### Topscorers
| #                    | Naam              | Goal |
| -------------------- | ----------------- | ---- |
| 1.                   | Henk van Meteren  | 12   |
| 2.                   | Louis de Puyt     | 7    |
| 3.                   | Cees van den Berg | 5    |
| 4.                   | Dom Hakkens       | 4    |
| 5.                   | Harrie Hilverts   | 3    |
| 6.                   | Ad Brekelmans     | 2    |
| 6.                   | Johan Havermans   | 2    |
| 8.                   | Hans Leushuis     | 1    |
| 8.                   | Don van Riel      | 1    |
| Onbekende doelpunten |                   |      |
| –                    | Onbekend          | 2    |
| Totaal               | Totaal            | 39   |

| #      | Naam             | Goal |
| ------ | ---------------- | ---- |
| 1.     | Henk van Meteren | 2    |
| 2.     | Ad Brekelmans    | 1    |
| 2.     | Nico Hardeman    | 1    |
| Totaal | Totaal           | 4    |